# Бюльбюль вусатий
Бюльбю́ль вусатий (Eurillas latirostris) — вид горобцеподібних птахів родини бюльбюлевих (Pycnonotidae). Мешкає в Африці на південь від Сахари.

## Підвиди
Виділяють три підвиди:
- E. l. australis (Moreau, 1941) — плато Уфіпа[en] (Танзанія);
- E. l. congener (Reichenow, 1897) — від Сенегалу до південно-західної Нігерії;
- E. l. latirostris (Strickland, 1844) — від південно-східної Нігерії до Південного Судану, західної Кенії, західної Танзанії, південних районів ДР Конго і північного Мозамбіку.

## Поширення і екологія
Вусаті бюльбюлі мешкають в Західній, Центральній і Східній Африці. Вони живуть в тропічних лісах, саванах, чагарникових заростях, садах і плантаціях.